# Barcelonne-du-Gers
Barcelonne-du-Gers är en kommun i departementet Gers i regionen Occitanien i sydvästra Frankrike. Kommunen ligger i kantonen Riscle som tillhör arrondissementet Mirande. År 2022 hade Barcelonne-du-Gers 1 378 invånare.

## Befolkningsutveckling
Antalet invånare i kommunen Barcelonne-du-Gers
Referens:INSEE